# 锡林呼都嘎站
锡林呼都嘎站是一个集二铁路上的铁路车站，位于内蒙古自治区苏尼特右旗锡林诺如苏木，建于1954年，目前为五等站，邮政编码为012524。目前客运：办理旅客乘降；不办理行李、包裹托运；货运：办理整车、零担货物发到。